# Lijst van voetbalinterlands Azerbeidzjan - Georgië
Deze lijst van voetbalinterlands is een overzicht van alle officiële voetbalwedstrijden tussen de nationale teams van Azerbeidzjan en Georgië. De voormalige Sovjet-republieken speelden tot op heden zes keer tegen elkaar. De eerste ontmoeting, een vriendschappelijke wedstrijd, werd gespeeld in Goerdzjaani op 17 september 1992. Het laatste duel, eveneens een vriendschappelijke wedstrijd, vond plaats op 12 september 2007 in Bakoe.

## Wedstrijden
| № | Plaats      | Datum             | Competitie        | Wedstrijd              | Uitslag |
| - | ----------- | ----------------- | ----------------- | ---------------------- | ------- |
| 1 | Goerdzjaani | 17 september 1992 | Vriendschappelijk | Georgië – Azerbeidzjan | 6 – 3   |
| 2 | Gəncə       | 25 mei 1993       | Vriendschappelijk | Azerbeidzjan – Georgië | 1 – 0   |
| 3 | Gəncə       | 12 augustus 1998  | Vriendschappelijk | Azerbeidzjan – Georgië | 1 – 0   |
| 4 | Bakoe       | 4 juni 2000       | Vriendschappelijk | Azerbeidzjan – Georgië | 0 – 0   |
| 5 | Koetaisi    | 9 mei 2001        | Vriendschappelijk | Georgië – Azerbeidzjan | 1 – 0   |
| 6 | Bakoe       | 12 september 2007 | Vriendschappelijk | Azerbeidzjan – Georgië | 1 – 1   |

## Samenvatting
| Competitie        | Totaal gespeeld | Winst Azerbeidzjan | Gelijk | Winst Georgië | Doelsaldo Azerbeidzjan – Georgië |
| ----------------- | --------------- | ------------------ | ------ | ------------- | -------------------------------- |
| Vriendschappelijk | 6               | 2                  | 2      | 2             | 6 − 8                            |
| Totaal            | 6               | 2                  | 2      | 2             | 6 − 8                            |

Wedstrijden bepaald door strafschoppen worden, in lijn met de FIFA, als een gelijkspel gerekend.

## Details

### Eerste ontmoeting
| Georgië | 6 – 3 | Azerbeidzjan                                                       |
| Davit Kizilasjvili 30' Davit Kizilasjvili 48' Georgi Daraselia 52' Sjota Arveladze 69' Kachaber Gogitsjaisjvili 71' (pen.) Gia Dzjisjkariani 79' (pen.) | goals | 42' Nazim Suleimanov 77' Vidadi Rzayev 85' (pen.) Nazim Suleimanov |

### Tweede ontmoeting
| Azerbeidzjan                   | 1 – 0 | Georgië |
| Noegzar Lobzjanidze 53' (e.d.) | goals |         |

### Derde ontmoeting
| Azerbeidzjan    | 1 – 0 | Georgië |
| Emin Ağayev 48' | goals |         |

### Vierde ontmoeting
| Azerbeidzjan | 0 – 0 | Georgië |
|              | goals |         |

### Vijfde ontmoeting
| Georgië              | 1 – 0 | Azerbeidzjan |
| Zoerab Ionanidze 61' | goals |              |

### Zesde ontmoeting
| Azerbeidzjan         | 1 – 1 | Georgië                  |
| Branimir Subašić 45' | goals | 48' Dimitri Tatanasjvili |